# Tiahuanaco kultura
██ Kraljevstvo Tiahuanaco
██ Wari, vazalsko kraljevstvo
Tiahuanaco kultura je pretkolumbovka kultura koja je prethodila Inka civilizaciji, a u razdoblju najvećeg širenja rasprostirala se na prostorima današnje Bolivije, Čilea i Perua; tj. većinom brdske visoravni Collao i od pacifičke obale na zapadu do Chapare na istoku. Glavno i najveće vjersko i političko središte bio je grad Tiahuanaco koji se nalazi na obalama rijeke Tiwanaku, u južnom dijelu bazena jezera Titicaca (bolivijski departman La Paz).
Vrlo složen vjerski kult i dualistička filozofija ove kulture će ostati i nakon njezine propasti. Njezina umjetnost i stilovi su tehnički varirali u skladu s kronologijom i blizinom glavnog grada. Arhitektura Tiahuanaca ima monumentalne megalitske značajke, a što se tiče keramike, 2006. god. je otkriveno više od 100 komada skulptura velikog umijeća i raspona boja, tako da je umjetnost Tiahuanaco kulture postojala u isto vrijeme kao i periferna keramika stilova naselja Azapa, Moquegua i San Pedro de Atacama. Također, u tekstilnoj umjetnosti se ističe uporaba vlakana alpaka, ljama i vikuna, a naširoko se koristila bronca, te kompleksne poljoprivredne tehnologije poput navodnjavanja kanalima i terasastog uzgoja na velikim površinama.
Tiahuanaco kulturu Bolivijci smatraju za "majčinsku kulturu Bolivije".

## Povijest
Tiahuanaco je osnovan oko 1200. pr. Kr. kao naselje kvadratičnih adobe kuća spojenih pravilnim popločanim ulicama, koji su ovisili o stadima, lovu, ribolovu i nešto poljoprivrede (krumpir, kukuruz, breskve, oka i kinoa). Oko 400. godine je grad počeo preuzimati kontrolu i uključivati obližnje gradove u čvrsto kontroliranu jezgru regije koja je kasnije postala carstvo Tiahuanaco. Počele su se koristiti ljame za uzgoj vune i kao transportne životinje, počele su se praviti alatke od bakra i specijalizirali su se obrtnici, organiziran je sustav navodnjavanja koji je doveo do procvata poljoprivrede i neizravnog uzdizanja vladarske elite koja je kontrolirala trgovinu vunom od velikih krda alpaka. Njihovo bogatstvo je dovelo do izgradnje velikih javnih građevina od kamena koje su raskošno ukrasili lokalni majstori, ali i popločanih cesta koje su povezivale Tiahuanaco s vazalnim gradovima, kao što je Wari u Peruu (koji će kasnije postati njegov rival).
Tijekom sljedećih nekoliko stotina godina, Tiahuanaco je imao snažan utjecaj na južne i srednje Ande kroz mješavinu strategije kolonizacije, neizravne kontrole i trgovačkih veza koje su se protezale od zapadne obale do istočnih džungli današnje Bolivije, Čilea i Perua. Grad Tiahuanaco je doživio vrhunac oko 800. godine kada se rasprostirao na području od oko 6 km² s oko 70.000 kuća u kojima je živjelo oko 125.000 stanovnika. Opadanje grada je započelo u 11. stoljeću, a potpuni kolaps se dogodio u prvoj polovici 12. stoljeća iz nepoznatih razloga. Znanstvenici odbacuju teorije o invaziji i ratnom pustošenju grada, te pretpostavljaju da su razlozi bili klimatske promjene koje su dovele do slabih uroda i slabljenja centralističkog sustava kako su njegovi dijelovi stjecali neovisnost.
Grad je prvi opisao španjolski konkvistador i samoproglašeni "prvi kroničar indijanaca", Pedro Cieza de León, 1549. godine kada je slučajno naišao na grad tijekom potrage za Inka gradom Qullasuyuom. Prvi arheolog koji je proveo znanstvene analize grada je bio njemački arheolog Friedrich Max Uhle u ranom dvadesetom stoljeću. Arthur Poznansky proučava ovo područje i predstavlja različite teorije o podrijetlu Tiahuanaca. Ostali učenjaci koji su proučavali ostatke ove kulture su bolivijci Carlos Ponce Sanginés, Wendell Bennet i Alan Kolata.